# Jenny Küttim
Jenny Küttim, född Andersson den 3 oktober 1982 i Värmland, är en svensk grävande journalist. Hon har varit verksam både på Sveriges Television och Sveriges Radio. Küttim har bland annat arbetat med fallet Thomas Quick.

## Biografi
Jenny Küttim växte upp som Jehovas Vittne, men lämnade samfundet under tonåren. Hon kände att hon blivit lurad av en sekt och att de undanhållit sanningen, vilket ledde in henne på journalistbanan för att kunna ta reda på fakta. Hon gick en journalistutbildning genom International Business School i Washington DC. Hon gjorde då sin praktik på Fox News under inledningen av Irakkriget 2003, och hennes handledare var en "air force one reporter", det vill säga följde med pressuppbådet på amerikanska presidentens resor. När hon återkom till Sverige studerade hon samtidshistoria med praktisk journalistik programmet på Södertörns högskola och efter examen 2007 började hon arbeta på Dokument Inifråns redaktion.
Den 16 maj 2010 sändes dokumentären McFusk & Co, som avslöjade bland annat fusk inom McDonalds med de anställdas löner, som Jenny Küttim gjorde tillsammans med producenten Bo Lindquist.
Inför valet 2010 var Jenny Küttim en av medarbetarna i Sveriges Radios Valobservatörerna, som granskade politikers påståenden i valdebatten.
År 2012 lanserades Detektor i Sveriges Radio P1, ett faktagranskande program där Jenny Küttim var programledare tillsammans med Henrik Torehammar. Programmet sändes fem gånger under mars och april 2012. Konceptet och namnet Detektor är hämtat från Danmark, där Küttim var med och utvecklade originalet tillsammans med programledaren Thomas Buch Andersen.
Under valet 2018 meddelade SVT att Küttim, tillsammans med journalisten Fredrik Laurin, skulle arbeta för Faktakollen som ingick i faktiskt.se, som drevs av SVT, Sveriges Radio, Dagens Nyheter och Svenska Dagbladet, och som granskade fakta under riksdagsvalet och som upphörde i december 2018.
Under våren 2019 var hon på redaktionen för Veckans brott, och var med i spin-off avsnitten Veckans brott redaktionen som visade på SVT-play.
Sedan 2020 är hon anställd redaktör på Sveriges Televisions grävavdelning med ansvar för att utveckla SVT Nyheters grävande journalistik online och i TV.
Våren 2022 kom hon ut med boken Sanningsbärarna (Mondial förlag), om sin egen uppväxt i Jehovas vittnen och om de slutna miljöernas mekanismer.

### Thomas Quick
Tillsammans med den grävande journalisten Hannes Råstam arbetade hon fram tre prisbelönta dokumentärer om den falske seriemördaren Thomas Quick. Dokumentärerna granskade polisutredningen och avslöjade hur Quick vallades på brottsplatser neddrogad, och hur han hade fri tillgång till narkotikaklassade mediciner samt behandlades med en terapi för att återkalla så kallade bortträngda minnen som ledde till att han erkände åtta mord han inte begått. Thomas Quick (Sture Bergwall) frikändes 2013 för alla mord han dömts för efter en fem år lång resningsprocess.
Reportaget ”Thomas Quick - att skapa en seriemördare” sändes av Dokument inifrån 2009, vann Guldspaden 2010, men fälldes av Granskningsnämnden för radio och TV för att "programmet strider mot kravet på saklighet". De två tidigare Quickdokumentärerna och dokumentären om mordbränderna i Falun ”Varför erkände dom?” fick hederspris av föreningen Grävande Journalister 2009. Efter Råstams död publicerades hans bok Fallet Thomas Quick – att skapa en seriemördare, som faktagranskades av Küttim, även boken belönades med Guldspaden 2012.
Efter Råstams bortgång 2012 producerade Küttim tillsammans med Dan Josefsson dokumentären Kvinnan bakom Thomas Quick (2013). Dokumentären bygger på Josefssons bok Mannen som slutade ljuga till vilken hon arbetade med research, och som är en uppföljning på Hannes Råstams arbete. I bok och film hävdas att behandlingen på Skönviks rättspsykiatriska klinik utanför Säter, liksom den nära förbundna polisutredningen, skett på icke vetenskapligt etablerade grunder inom en tätt förbunden grupp under inflytande av den utomstående psykoanalytikern Margit Norell. Dokumentären fick TV-priset Kristallen 2014 i kategorin Årets granskning samt Stora Journalistpriset i kategorin Årets avslöjande.
Hösten 2019 hade långfilmen Quick premiär i regi av Mikael Håfström. Filmen skildrar Råstam och Küttims arbete med att avslöja sanningen om Thomas Quick. Alba August spelar rollen som Jenny Küttim och Jonas Karlsson spelar Hannes Råstam medan David Dencik gör rollen som Thomas Quick.

## Priser och utmärkelser
- 2012 – Carnegie Institutets Journalistpris (tillsammans med Hannes Råstam postumt och Mattias Göransson)  för boken Fallet Thomas Quick.
- 2014 – Kristallen (tillsammans med co-producent Dan Josefsson) för SVT-dokumentären Kvinnan bakom Thomas Quick i kategorin Årets granskning.
- 2014 – Stora Journalistpriset (tillsammans med Dan Josefsson) i kategorin Årets Avslöjande för "Mannen som slutade ljuga" och "Kvinnan bakom Thomas Quick".
- 2015 – Plats nr 64 på Expressens lista över årets kvinnor.
- 2015 – Bubblare i tidskriften Scoops listan över de 25 mäktigaste personerna inom den undersökande journalistiken i Sverige.
- 2015 – Frilanspriset 2015.
- 2018 – Nr 22 på makthavarlistan i tidskriften Scoop över de 25 mäktigaste personerna inom den undersökande journalistiken i Sverige.[28]
- 2022 – Nominerad till Guldspaden [29]
- 2022 – Shortlisted till European press prize [30]